# Diogo Capitão
Diogo Capitão, né le 6 mars 2000 à Lisbonne au Portugal, est un footballeur portugais qui évolue au poste de milieu de terrain au Benfica Lisbonne B.

## Biographie

### En club
Diogo Capitão est arrivé dans le centre de formation du Benfica Lisbonne dès l'age de 5 ans, étant précédemment passé par l'União Desportiva Vilafranquense.

### En sélection
Avec les moins de 19 ans, Vítor Ferreira participe au championnat d'Europe des moins de 19 ans en 2019, qui se déroule en Arménie. Il débute tous les matchs comme titulaire au poste de milieu défensif.
Ses performances contribuent à mener son équipe jusqu'en finale, mais le Portugal est défait le 27 juillet par l'Espagne, lors de cet ultime match.

## Palmarès

### En sélection nationale
Portugal des moins de 19 ans
- Finaliste du championnat d'Europe en 2019.